# Wybuch gazu w Preszowie
Wybuch gazu w Preszowie – wybuch gazu w bloku mieszkalnym przy ulicy Mukačevskiej 7 w Preszowie na Słowacji, do którego doszło 6 grudnia 2019 roku o godzinie 12:12. Gaz wybuchł na dziewiątym piętrze, po czym doszło do pożaru czterech górnych pięter 12-kondygnacyjnego bloku. Całkowicie zawaliła się klatka schodowa i uszkodzeniu uległ dach budynku. Uszkodzony został także sąsiedni budynek przy ulicy Mukačevskiej 9.
Pożar opanowano o godzinie 21:30, całkowicie ugaszony został przed godziną 7 rano kolejnego dnia.
Potwierdzono osiem ofiar śmiertelnych wybuchu i powstałego później pożaru. Zwłok jednej z ofiar nie udało się odnaleźć – osobę tę oficjalnie uznano za zmarłą w 2020 roku. Blok mieszkalny został całkowicie rozebrany w lutym 2020 roku.

## Przyczyny
Prawdopodobną przyczyną katastrofy było uszkodzenie instalacji gazowej w trakcie prac budowlanych w obrębie budynku. Dodatkowo budynek został w 2017 roku wyremontowany niezgodnie z przepisami przeciwpożarowymi. Prezesowi firmy budowlanej oraz dwóm pracownikom, którzy tuż przed eksplozją prowadzili prace ziemne w pobliżu budynku, postawiono zarzut sprowadzenia niebezpieczeństwa powszechnego.

## Reakcje
Na miejsce tragedii przybył słowacki premier Peter Pellegrini i słowacka minister spraw wewnętrznych Denisa Saková. Na usunięcie skutków wybuchu rząd przeznaczył środki w wysokości 1 miliona euro.
Słowacka prezydent Zuzana Čaputová złożyła kondolencje rodzinom ofiar.
Prezydent Republiki Czeskiej Miloš Zeman posłał słowackiej prezydent list z kondolencjami dla rodzin ofiar i narodu słowackiego.
Miasto Preszów zrezygnowało z pokazu sztucznych ogni w noc sylwestrową 31 grudnia 2019. Środki pierwotnie przeznaczone na ten cel przekazano na pomoc osobom poszkodowanym katastrofą.